# Alberuela de Laliena
Alberuela de Laliena ist ein spanischer Ort in der Provinz Huesca der Autonomen Gemeinschaft Aragonien, der in den 1960er Jahren zu Abiego eingemeindet wurde. Der Ort auf 580 Meter Höhe liegt circa vier Kilometer nördlich von Abiego. Er hatte im Jahr 2019 65 Einwohner.

## Sehenswürdigkeiten
- Spätromanische Pfarrkirche Nicolás de Bari, verändert im 17. Jahrhundert

## Weblinks

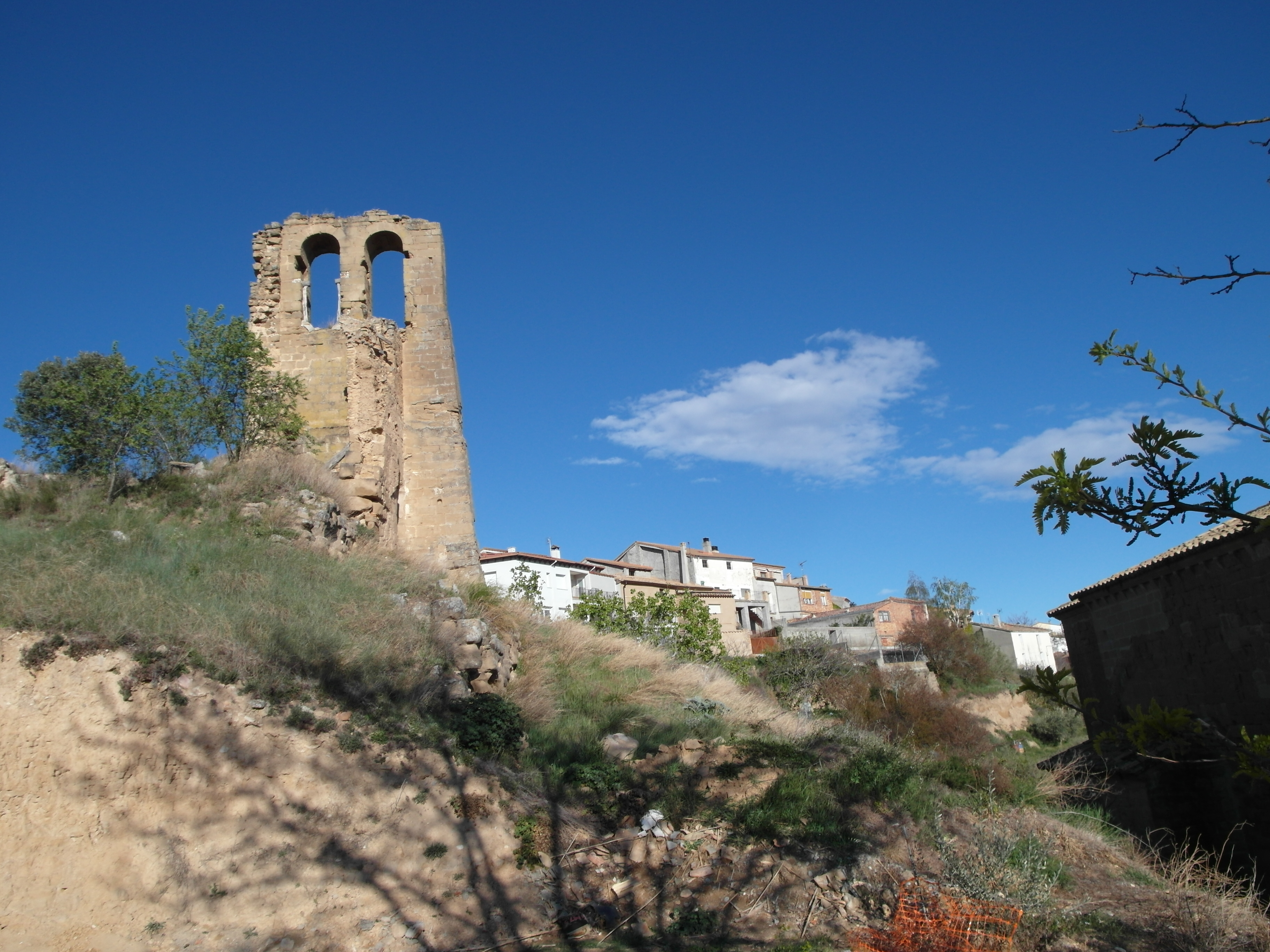
Burgruine